# Slivenți, Dobrici
Slivenți (în bulgară Сливенци, în română Iurghiuciler) este un sat în comuna Dobricika, regiunea Dobrici, Dobrogea de Sud, Bulgaria. 
Între anii 1913-1940 a făcut parte din plasa Ezibei a județului Caliacra, România.

## Demografie
Componența etnică a satului Slivenți
     Turci (26,43%)
     Nicio identificare (1,32%)
     Bulgari (12,77%)
     Romi (59,47%)
La recensământul din 2011, populația satului Slivenți era de 227 locuitori. Din punct de vedere etnic, majoritatea locuitorilor (59,47%) erau romi, existând și minorități de turci (26,43%) și bulgari (12,77%). Pentru 1,32% din locuitori nu este cunoscută apartenența etnică.